# 平庄公路站
平庄公路站，是上海地铁5号线的一座待建设车站，紧邻规划沪乍杭高铁奉贤站。沪乍杭高铁拟沿平庄西路南侧大沟河走行，在金海公路附近设置高架站场，与2018年建成、沿金海公路西侧走行的5号线十字交叉；5号线在该处预留一座车站，结构为高架二层侧式。5号线预留站址南侧即是接入平庄公路定修段的出入线，接轨处亦预留5号线继续向南正线延伸的条件。

## 车站结构
国铁车站规模2台4线，是两座450×9.0×1.25米侧式高架站台，轨顶标高29.561米。站坪长度1.4千米。为避免站台梁跨河、节省工程投资，国铁站台整体位于地铁线路西侧。国铁站房设于国铁站台北侧，为线侧下式站房，进站口位于地铁车站以西170米处。
目前该站仅有5号线轨道部分的预留，站体尚未开工建设。
| 地上三层 | 侧式站台           | 侧式站台                                 | 侧式站台           | 侧式站台           |
|          |                    | 到发线                                   |                    |                    |
|          |                    | 沪乍杭高铁 往 上海东站（四团站）         |                    |                    |
|          |                    | 沪乍杭高铁 往 杭州西站（上海金山站）     |                    |                    |
|          |                    | 到发线                                   |                    |                    |
|          | 侧式站台           |                                          |                    |                    |
| 地上二层 | 侧式站台，右侧开门 | 侧式站台，右侧开门                       | 侧式站台，右侧开门 | 侧式站台，右侧开门 |
|          |                    | █ 5号线 往莘庄（奉贤新城）               |                    |                    |
|          |                    | █ 5号线 终点站 下客站台                  |                    |                    |
|          | 侧式站台，右侧开门 |                                          |                    |                    |
| 地面层   | 站厅及出入口       | 出入口、票务服务、自动售票机、人工服务台 |                    |                    |